# Lorenzo (rappeur)
Pour les articles homonymes, voir Lorenzo.
Lorenzo, de son vrai nom Jérémie Serrandour, né le 4 juin 1994 à Brest, dans le Finistère,, est un rappeur, réalisateur et monteur français. 
Il fait partie du collectif de rap rennais Columbine sous l'alias de Larry Garcia. Lorenzo s'auto-proclame « Empereur du sale » lors de la sortie de sa première mixtape du même nom le 31 mars 2016.

## Biographie

### Jeunesse et études

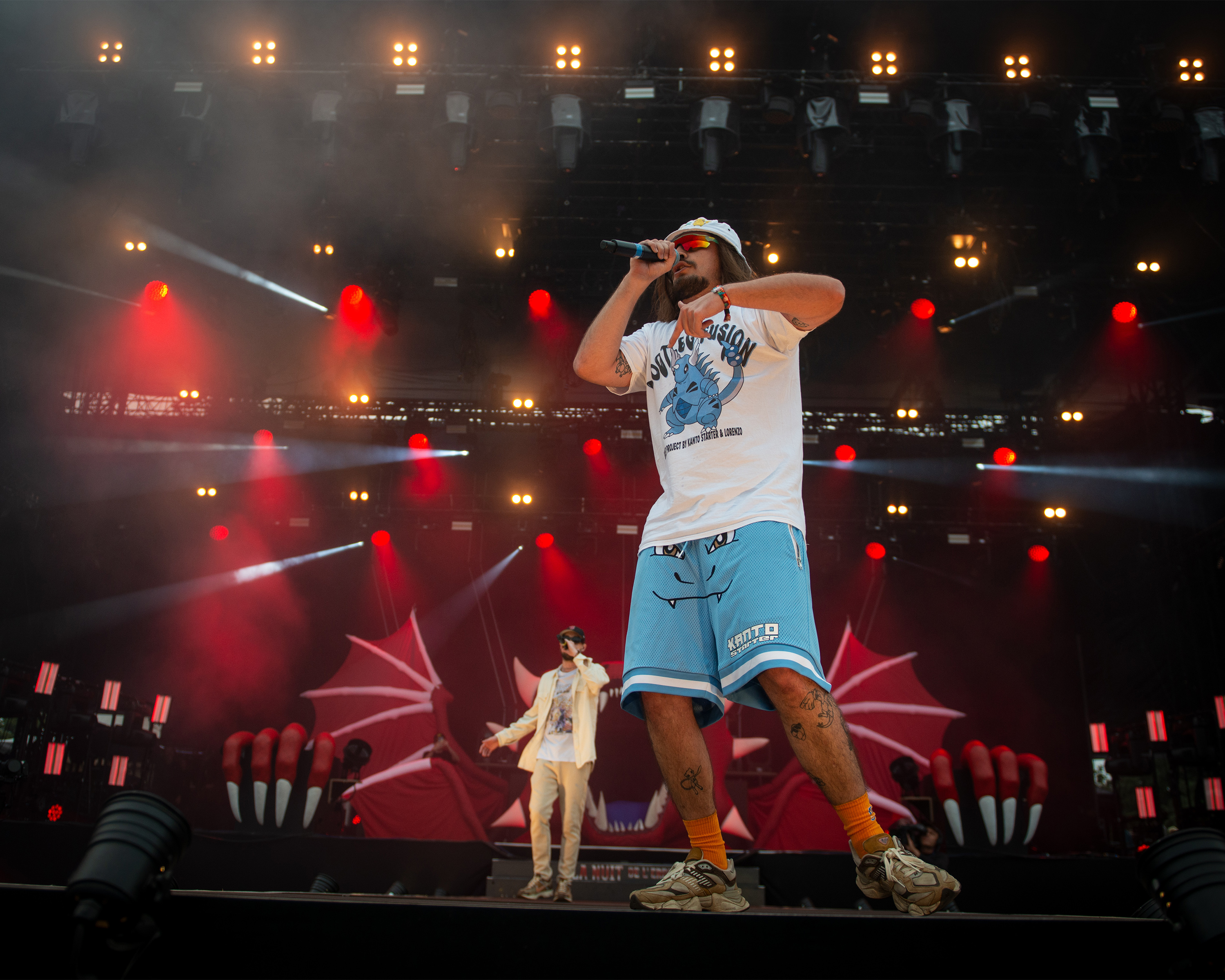
Lorenzo en concert au festival de La Nuit de l'Erdre 2023.

Avant de devenir rappeur, Jérémie Serrandour suit une terminale littéraire option théâtre et cinéma au lycée Bréquigny de Rennes, il y obtient son diplôme du baccalauréat en 2013. C'est là qu'il rencontre les membres du groupe Columbine.

#### Columbine (2014-2016)
Sous le nom de Larry Garcia, il réalise la plupart des clips du collectif Columbine. Il surnomme plusieurs de ses amis dans le même esprit que son personnage

### Carrière solo
En 2016, Lorenzo commence sa carrière en postant ses chansons humoristiques sur YouTube et se fait notamment connaître à travers le single Freestyle du sale, mais aussi grâce à ses « émissions du sale »,. Il décide de sortir un seul et unique disque de l'album Empereur du sale qu'il grave sur un CD puis décore au marqueur. Il met l'annonce en vente sur eBay et, en quelques minutes, le prix dépasse les 50 000 €. Le site supprime l'annonce une première fois du fait de la représentation d'un pénis sur la couverture.
Il travaille avec plusieurs labels comme Initial Artist Services ou encore Digital Distribution Serbia, qui contribuent à son album, Rien à branler, sorti le 23 février 2018, précédé par le single Carton rouge. L'album est certifié 2xdisque de platine. Le single Fume à fond est certifié single d'or deux mois après sa sortie puis single de diamant en avril 2018.
Son troisième album, Sex in the City, sort le 23 août 2019. La précommande du CD sur son site internet donnait une chance de gagner un abonnement à vie au site pornographique Marc Dorcel et les exemplaires vendus à la FNAC sont compris avec un préservatif.
En 2021, il vend sur eBay 15 cartes Pokémon rares, pour la somme de 305 793 euros.
En septembre 2022, il annonce que son quatrième album sera son dernier.
En octobre 2022, il annonce la sortie prochaine de son quatrième album Légende Vivante via ses réseaux sociaux. Il y annonce une chanson en duo avec Jean Dujardin. La pré-commande de son album est constituée de 100 couvertures dont certaines sont uniques. Afin d'obtenir un nombre artificiellement élevé de lectures sur les plateformes de streaming, l'album est divisé en 68 morceaux de 31 secondes. La manœuvre est remarquée et l'album est supprimé de Spotify et Deezer avant d'être remis en ligne normalement.

## Image et style musical
Lorenzo est un personnage de rappeur à la voix nasillarde et à l'accent banlieusard , incarné par Jérémie Serrandour qui dissimule sa véritable personnalité, y compris lorsqu'il est interviewé sur Skyrock dans Planète Rap ou dans Tracks sur Arte.
Lorenzo est critiqué à plusieurs reprises par des militantes féministes pour ses textes pornographiques et sexistes.

## Discographie

### Singles certifiés
- 2017 : Le son qui fait plaiz  Or[19]
- 2017 : Fume à fond  Diamant[19]
- 2017 : Freestyle du sale  Diamant[19]
- 2018 : Tu le c  Platine[19]
- 2018 : Bizarre feat Vald  Platine[19]
- 2018 : Rien à branler 2 x  Platine[19]
- 2018 : Bizness  Or[19]
- 2018 : Ce genre feat Columbine  Or[19]
- 2019 : Nique la bac  Platine[19]
- 2019 : Power Rangers  Or[19]
- 2019 : Damdamdeo  Platine[19]
- 2019 : Nous deux feat Shy’m  Or[19]
- 2020 : Je vous déteste tous  Platine[19]
- 2021 : Légende vivante  Or[19]
- 2022 : Coco  Platine[19]
- 2022 : La kush  Or[19]
- 2022 : Le Daron feat Jean Dujardin & Vladimir Cauchemar  Or[19]

### Albums certifiés
- 2016 : Empereur du sale  Or[19]
- 2018 : Rien à branler 2x Platine[19]
- 2019 : Sex in the city  Platine[19]
- 2022 : Légende vivante  Platine[19]

### Apparitions
- 2016 : Columbine (Sully, Foda C, Yro & Lorenzo) - Zone 51 (sur l'album Clubbing for Columbine)
- 2019 : Hooss - Caleçon feat. Lorenzo (sur l'album French Riviera, Vol. 3)
- 2020 : Caballero & JeanJass - Boozillé feat. Lorenzo (sur la mixtape High & Fines Herbes)
- 2020 : Les Anticipateurs - Donne-moi ton Corps feat. Lorenzo (sur l'album Dieux du Québec)